# Biocosme Mésogéen; Revue d'Histoire Naturelle
Biocosme Mésogéen; Revue d'Histoire Naturelle (abreviado Biocosme Mésogéen) es una revista con ilustraciones y descripciones botánicas que es editada en Niza desde el año 1984.